# Franck Le Gal
Pour les articles homonymes, voir Le Gal.
 (août 2014).
Si vous disposez d'ouvrages ou d'articles de référence ou si vous connaissez des sites web de qualité traitant du thème abordé ici, merci de compléter l'article en donnant les références utiles à sa vérifiabilité et en les liant à la section « Notes et références ».
Franck Le Gal est un navigateur et un skipper professionnel français, né en 1973.
Expert maritime depuis 2010, Franck Le Gal crée sa propre structure CAP'EXPERT en 2021.

## Biographie
Il habite à Port Louis dans le Morbihan et a deux enfants.

## Palmarès
- 2000 : 1er du Championnat IRC d'Angleterre - 1er du Tour de l'île de Wight
- 2001 : 1er de la Fastnet
- 2002 : 1er de Cowes-Dinard - 1er de la Commodore's Cup - 1er du Championnat IRC d'Angleterre
- 2003 : 6e de l'Admiral's Cup
- 2004 : 35e de la Solitaire du Figaro - 1er du Grand prix du Crouesty (IR4) - 26e de la Generali Solo - 8e du Spi Ouest-France (Mumm 30)
- 2005 : 32e de la Solitaire du Figaro
- 2006 : 28e de la Solitaire du Figaro - 3e de la Solitaire de Concarneau - 22e de la Solitaire de la Méditerranée - 10e de la Course des falaises
- 2007 : 7e du Trophée BPE- 12e de la Solitaire du figaro
- 2025 victoire exceptionnelle pour son anniversaire au palet breton.1 prix apéro